# Alex Bonn
Alex Bonn, né le 18 juin 1908 à Luxembourg et mort le 27 juin 2008, est un avocat et homme politique luxembourgeois, président du Conseil d'État du 21 septembre 1979 au 18 juin 1980.
Alex Bonn, est docteur en droit et avocat au barreau de Luxembourg depuis 1932. Ancien bâtonnier de l’ordre des avocats, il fut également membre, puis président du Conseil d’État jusqu’en 1980.